# Premi e riconoscimenti degli Ikon
Questa è una lista dei premi e dei riconoscimenti ricevuti dagli Ikon, gruppo musicale sudcoreano che debuttò nell’ottobre 2015 sotto la YG Entertainment.

## Premi coreani
Asia Artist Award
| Anno | Ricevente | Premio                      | Risultato       | Fonti |
| ---- | --------- | --------------------------- | --------------- | ----- |
| 2018 | Ikon      | Artist of the Year – musica | Vincitore/trice |       |
| 2018 | Ikon      | Best Musician               | Vincitore/trice |       |

Circle Chart Music Award
| Anno | Ricevente       | Premio                       | Risultato       | Fonti |
| ---- | --------------- | ---------------------------- | --------------- | ----- |
| 2016 | "My Type"       | Song of the Year (settembre) | Vincitore/trice | [ 1 ] |
| 2016 | Ikon            | New Artist of the Year       | Vincitore/trice | [ 1 ] |
| 2019 | Ikon            | Producer of the Year         | Vincitore/trice |       |
| 2019 | "Love Scenario" | Long Run Song of the Year    | Vincitore/trice |       |
| 2019 | "Love Scenario" | Song of the Year (gennaio)   | Vincitore/trice |       |
| 2019 | "Killing Me"    | Song of the Year (agosto)    | Candidato/a     |       |

Genie Music Award
| Anno | Ricevente       | Premio                          | Risultato       | Fonti       |
| ---- | --------------- | ------------------------------- | --------------- | ----------- |
| 2018 | Ikon            | Artist of the Year              | Candidato/a     | [ 2 ] [ 3 ] |
| 2018 | Ikon            | Genie Music Popularity Award    | Candidato/a     | [ 2 ] [ 3 ] |
| 2018 | Ikon            | Best Male Group Award           | Candidato/a     | [ 2 ] [ 3 ] |
| 2018 | Return          | Digital Album of the Year       | Candidato/a     | [ 2 ] [ 3 ] |
| 2018 | "Love Scenario" | Song of the Year                | Candidato/a     | [ 2 ] [ 3 ] |
| 2018 | "Love Scenario" | Rap/Hip Hop Music Award         | Vincitore/trice | [ 2 ] [ 3 ] |
| 2019 | Ikon            | Best Male Group                 | Candidato/a     | [ 4 ]       |
| 2019 | Ikon            | Best Performing Artist (uomini) | Candidato/a     | [ 4 ]       |

Golden Disc Award
| Anno | Ricevente       | Premio                          | Risultato       | Fonti |
| ---- | --------------- | ------------------------------- | --------------- | ----- |
| 2016 | Welcome Back    | Disk Bonsang                    | Candidato/a     | [ 5 ] |
| 2016 | "My Type"       | Digital Bonsang                 | Candidato/a     | [ 5 ] |
| 2016 | Ikon            | New Artist Award                | Vincitore/trice | [ 5 ] |
| 2016 | Ikon            | Popularity Award (Korea)        | Candidato/a     | [ 5 ] |
| 2016 | Ikon            | Global Popularity Award         | Candidato/a     | [ 5 ] |
| 2019 | "Love Scenario" | Digital Daesang                 | Vincitore/trice |       |
| 2019 | "Love Scenario" | Digital Bonsang                 | Vincitore/trice |       |
| 2019 | Ikon            | Popularity Award                | Candidato/a     |       |
| 2019 | Ikon            | NetEase Most Popular K-pop Star | Candidato/a     |       |

Mnet Asian Music Award
| Anno | Ricevente       | Premio                            | Risultato       | Fonti |
| ---- | --------------- | --------------------------------- | --------------- | ----- |
| 2015 | Ikon            | Best New Male Artist              | Vincitore/trice | [ 6 ] |
| 2015 | Ikon            | UnionPay Artist of the Year       | Candidato/a     | [ 6 ] |
| 2016 | Ikon            | Best Male Group                   | Candidato/a     | [ 7 ] |
| 2016 | Ikon            | HotelsCombined Artist of the Year | Candidato/a     | [ 7 ] |
| 2018 | Ikon            | Best Vocal Performance Group      | Vincitore/trice | [ 8 ] |
| 2018 | "Love Scenario" | Song of the Year                  | Candidato/a     | [ 8 ] |

Seoul Music Award
| Anno | Ricevente       | Premio                                   | Risultato       | Fonti         |
| ---- | --------------- | ---------------------------------------- | --------------- | ------------- |
| 2016 | Ikon            | Bonsang Award                            | Candidato/a     | [ 9 ]         |
| 2016 | Ikon            | New Artist Award                         | Vincitore/trice | [ 9 ]         |
| 2016 | Ikon            | Popularity Award                         | Candidato/a     | [ 9 ]         |
| 2016 | Ikon            | Hallyu Special Award                     | Candidato/a     | [ 9 ]         |
| 2017 | Ikon            | Bonsang Award                            | Candidato/a     | [ 10 ]        |
| 2017 | Ikon            | Popularity Award                         | Candidato/a     | [ 10 ]        |
| 2017 | Ikon            | Hallyu Special Award                     | Candidato/a     | [ 10 ]        |
| 2019 | Ikon            | Bonsang Award                            | Vincitore/trice |               |
| 2019 | "Love Scenario" | Record of the Year in Digital Release    | Vincitore/trice |               |
| 2020 | Ikon            | Hallyu Special Award                     | Candidato/a     | [ 11 ] [ 12 ] |
| 2020 | Ikon            | Popularity Award                         | Candidato/a     | [ 11 ] [ 12 ] |
| 2020 | Ikon            | QQ Music Most Popular K-Pop Artist Award | Candidato/a     | [ 11 ] [ 12 ] |

Melon Music Award
| Anno | Ricevente       | Premio               | Risultato       | Fonti  |
| ---- | --------------- | -------------------- | --------------- | ------ |
| 2015 | Ikon            | Netizen Popularity   | Candidato/a     | [ 13 ] |
| 2015 | Ikon            | Best New Artist      | Vincitore/trice | [ 13 ] |
| 2016 | Ikon            | QQ Asia Artist Award | Vincitore/trice | [ 14 ] |
| 2018 | Ikon            | Artist of the Year   | Candidato/a     | [ 15 ] |
| 2018 | Ikon            | Top 10 Artists       | Vincitore/trice | [ 15 ] |
| 2018 | Return          | Album of the Year    | Candidato/a     | [ 15 ] |
| 2018 | "Love Scenario" | Song of the Year     | Vincitore/trice | [ 15 ] |
| 2018 | "Love Scenario" | Best Rap/Hip Hop     | Candidato/a     | [ 15 ] |

=Melon Popularity Award=
| Ricevente       | Data         | Fonti  |
| --------------- | ------------ | ------ |
| "My Type"       | 28 settembre | [ 16 ] |
| "My Type"       | 5 ottobre    | [ 16 ] |
| "My Type"       | 12 ottobre   | [ 16 ] |
| "My Type"       | 19 ottobre   | [ 16 ] |
| "My Type"       | 26 ottobre   | [ 16 ] |
| "Apology"       | 23 novembre  | [ 16 ] |
| "Apology"       | 30 novembre  | [ 16 ] |
| "#WYD"          | 6 giugno     | [ 16 ] |
| "#WYD"          | 13 giugno    | [ 16 ] |
| "Love Scenario" | 5 febbraio   | [ 17 ] |
| "Love Scenario" | 12 febbraio  | [ 17 ] |
| "Love Scenario" | 19 febbraio  | [ 17 ] |
| "Love Scenario" | 26 febbraio  | [ 17 ] |
| "Love Scenario" | 5 marzo      | [ 17 ] |
| "Goodbye Road"  | 15 ottobre   | [ 18 ] |

Soribada Best K-Music Award
| Anno | Ricevente | Premio                    | Risultato   | Fonti  |
| ---- | --------- | ------------------------- | ----------- | ------ |
| 2018 | Ikon      | Bonsang Award             | Candidato/a | [ 19 ] |
| 2018 | Ikon      | Popularity Award (uomini) | Candidato/a | [ 19 ] |
| 2018 | Ikon      | Global Fandom Award       | Candidato/a | [ 19 ] |

Arena Homme+'s A-award
| Anno | Ricevente | Premio                  | Risultato       | Fonti  |
| ---- | --------- | ----------------------- | --------------- | ------ |
| 2018 | Ikon      | Musician (Contemporary) | Vincitore/trice | [ 20 ] |

V Live Award
| Anno | Ricevente | Premio                             | Risultato       | Fonti  |
| ---- | --------- | ---------------------------------- | --------------- | ------ |
| 2019 | Ikon      | Artist Top 10                      | Candidato/a     | [ 21 ] |
| 2019 | Ikon      | Best Channel – 3 million followers | Candidato/a     | [ 22 ] |
| 2019 | Ikon      | Global Top 12                      | Vincitore/trice | [ 23 ] |

The Fact Music Award
| Anno | Ricevente       | Premio                       | Risultato       | Fonti  |
| ---- | --------------- | ---------------------------- | --------------- | ------ |
| 2019 | "Love Scenario" | Best Song (Daesang)          | Vincitore/trice | [ 24 ] |
| 2019 | Ikon            | Artist of the Year (Bonsang) | Vincitore/trice | [ 24 ] |

## Premi internazionali
China Music Award
| Anno | Ricevente | Premio                          | Risultato       | Fonti  |
| ---- | --------- | ------------------------------- | --------------- | ------ |
| 2016 | Ikon      | Asian Most Popular Korean Group | Vincitore/trice | [ 25 ] |

Japan Record Award
| Anno | Ricevente | Premio                | Risultato       | Fonti  |
| ---- | --------- | --------------------- | --------------- | ------ |
| 2016 | Ikon      | New Artist Award      | Vincitore/trice | [ 26 ] |
| 2016 | Ikon      | Best New Artist Award | Vincitore/trice | [ 26 ] |

Japan Gold Disc Award
| Anno | Ricevente | Premio                        | Risultato       | Fonti  |
| ---- | --------- | ----------------------------- | --------------- | ------ |
| 2017 | Ikon      | New Artist of the Year        | Vincitore/trice | [ 27 ] |
| 2017 | Ikon      | The Best 3 New Artists (Asia) | Vincitore/trice | [ 27 ] |

Netease Attitude Award
| Anno | Ricevente | Premio     | Risultato       | Fonti  |
| ---- | --------- | ---------- | --------------- | ------ |
| 2015 | Ikon      | Best Group | Vincitore/trice | [ 28 ] |

QQ Music Award
| Anno | Ricevente    | Premio                                | Risultato       | Fonti  |
| ---- | ------------ | ------------------------------------- | --------------- | ------ |
| 2016 | Ikon         | Best New Force Group                  | Vincitore/trice | [ 29 ] |
| 2016 | Welcome Back | Album of the Year (Media recommended) | Vincitore/trice | [ 29 ] |